# Escut de Cardedeu
L'escut oficial de Cardedeu té el següent blasonament:
Escut caironat: d'or, 4 pals de gules; al cap una gaia d'atzur amb un card d'or. Per timbre una corona mural de vila.

## Història
Va ser aprovat el 21 de març del 2001 i publicat al DOGC el 4 d'abril del mateix any amb el número 3362.
El card és un element parlant que fa referència al nom de la vila. Els Quatre Pals, o armes reials, hi figuren perquè Jaume I va atorgar el 1272 la carta de població i diversos privilegis a la vila, entre els quals el permís de celebrar-hi fires i mercats, el camí ral de Barcelona a Girona, etc.